# トリスタニ・モサフリシビリ
トリスタニ・モサフリシビリ（Tristani Mosakhlishvili　1997年12月31日- ）はスペインの柔道選手。ジョージア出身。階級は90kg級。

## 経歴
最初はジョージアの選手として、2017年のヨーロッパジュニア81㎏級で2位になるなどしたが、その後スペインに帰化した。階級も90㎏級に上げると、2022年の世界選手権で5位となった。2023年のグランドスラム・アスタナでIJFワールド柔道ツアー初優勝を飾った。2024年の世界選手権では準々決勝で田嶋剛希に敗れるも、その後の敗者復活戦を勝ち上がって3位になった。パリオリンピックでは5位だった。
IJF世界ランキングは3302ポイント獲得で16位(23/7/22現在)。

## 主な戦績
- 2017年 - ヨーロッパジュニア　2位(81㎏級)
- 2022年 - ヨーロッパオープン・マドリード　優勝
- 2022年 - 地中海競技大会　3位
- 2022年 - 世界選手権　5位
- 2023年 - グランドスラム・アスタナ　優勝
- 2023年 - グランドスラム・アブダビ　2位
- 2024年 - グランプリ・リンツ　2位
- 2024年 - 世界選手権　3位
- 2024年 - パリオリンピック　5位

(出典、JudoInside.com)